# هال اچ‌اف-۲۴ ماروت
هال اچ‌اف-۲۴ ماروت (به انگلیسی: HAL HF-24 Marut) یک هواپیمای ساختِ کارخانهٔ هیندوستان آیروناتیکس لیمیند (هال) در کشور هند است. نخستین استفاده‌کنندهٔ این هواپیما نیروی هوایی هند بوده است. این هواپیما برای نخستین بار در ۱۷ ژوئن ۱۹۶۱ میلادی مورد استفاده قرار گرفت.

## کاربران سابق
هند
- نیروی هوایی هند
  - گُردان هوایی (اسکادران) شماره ۱۰
  - گُردان هوایی شماره ۳۱
  - گُردان هوایی شماره ۲۲۰ – آخرین واحد نظامی دارای این نوع هواپیما که در میانه سالهای ۱۹۹۰ از خدمت خارج شدند.[۱]

## مشخصات (ماروت ام کی. ۱)

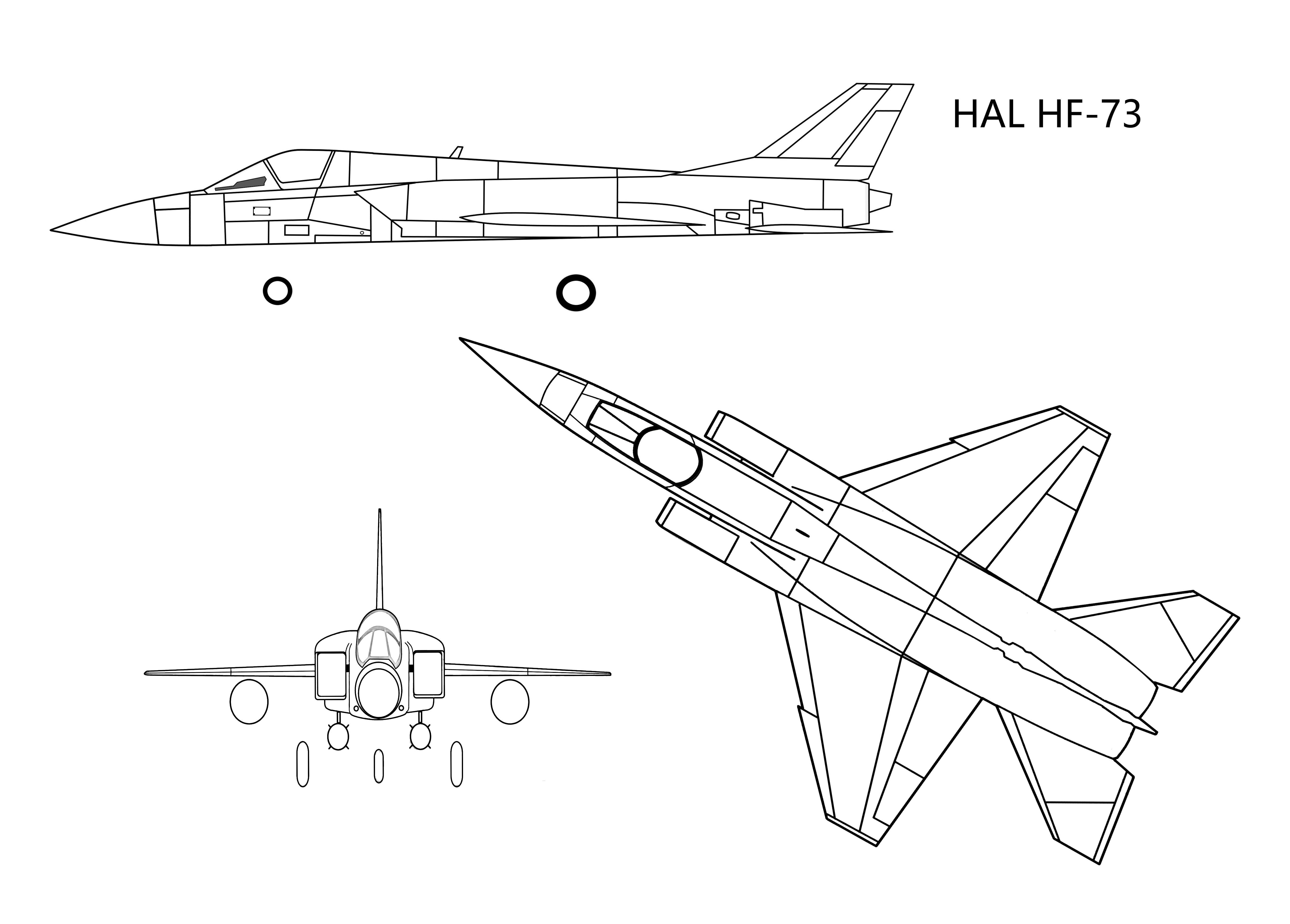
طرح شماتیک جنگنده ماروت

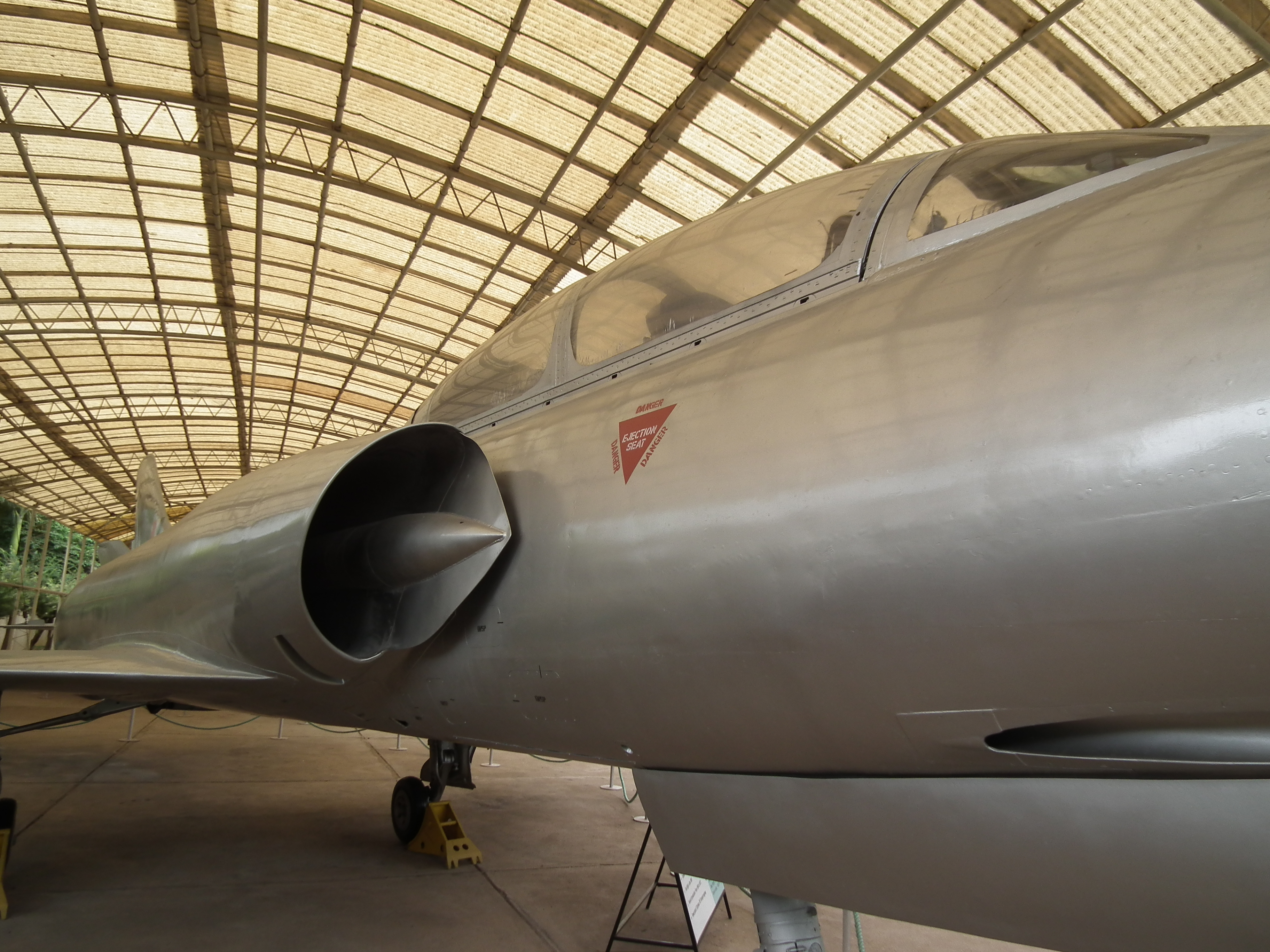
Midsection of Marut. Note the two-seat cockpit and the placement of the air intakes

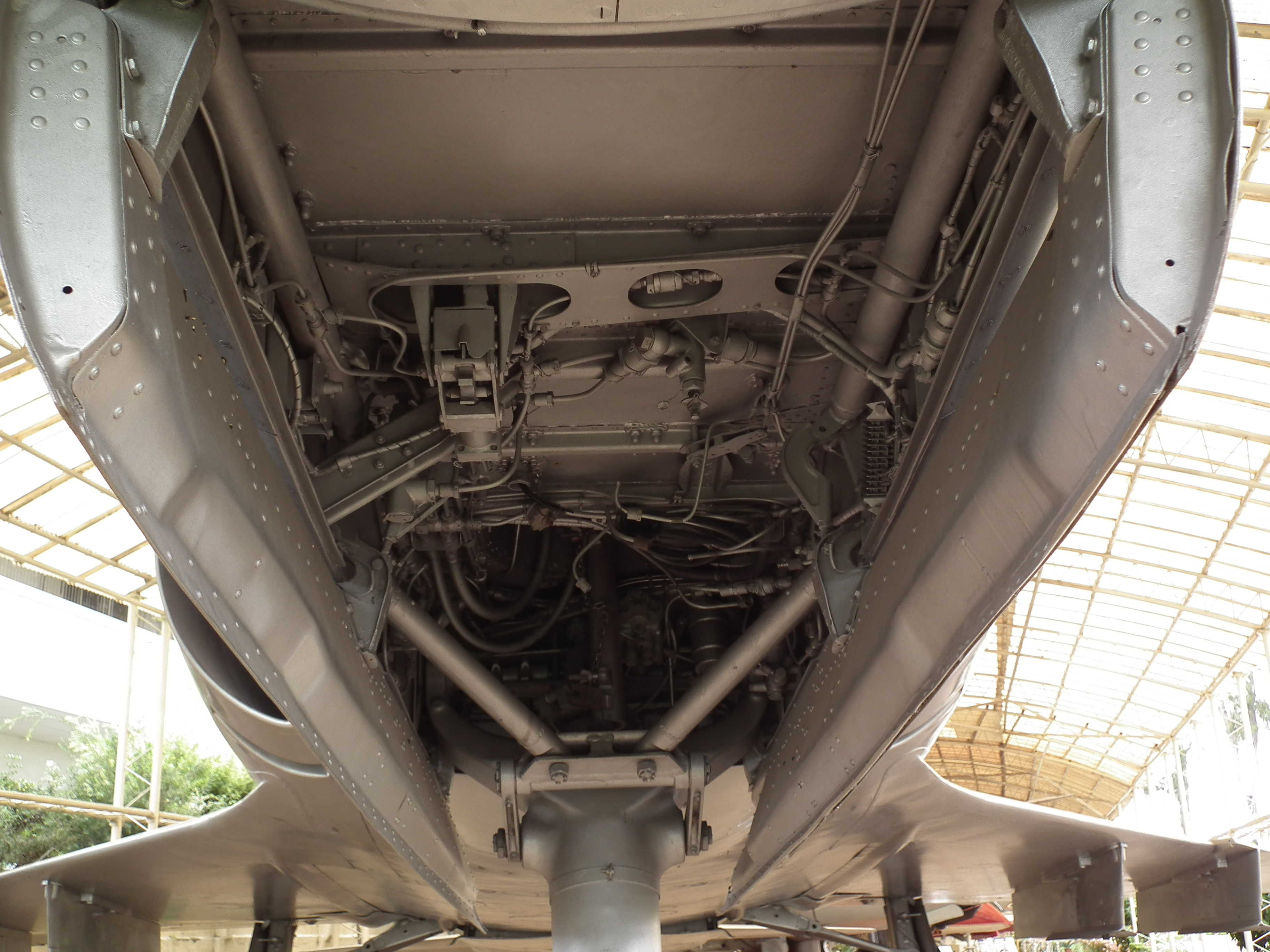
Closeup of a section of the underside of a Marut

داده‌ها از Jane's All The World's Aircraft 1976–77
ویژگی‌های عمومی
- خدمه: ۱
- طول: ۱۵٫۸۷ متر (۵۲ فوت ۱ اینچ)
- پهنای بال: ۹٫۰۰ متر (۲۹ فوت ۶ اینچ)
- ارتفاع: ۳٫۶۰ متر (۱۱ فوت ۱۰ اینچ)
- مساحت بال‌ها: ۲۸٫۰۰ متر مربع (۳۰۱٫۴ فوت مربع)
- نسبت اندازه: ۲٫۹۰:۱
- وزن خالی: ۶٬۱۹۵ کیلوگرم (۱۳٬۶۵۸ پوند)
- بیشترین وزن برخاست: ۱۰٬۹۰۸ کیلوگرم (۲۴٬۰۴۸ پوند)
- ظرفیت سوخت: ۲٬۴۹۱ لیتر (۶۵۸ گالون آمریکایی؛ ۵۴۸ گالون بریتانیایی)سوخت داخلی قابل استفاده
- پیشرانه: ۲ عدد موتور توربوجت بریستول سیدلی اورفوس ام کی ۷۰۳, ۲۱٫۶ کیلونیوتن (۴٬۹۰۰ پوند-نیرو) thrust  در هر موتور

عملکرد
- حداکثر سرعت: ۱٬۱۱۲ کیلومتر بر ساعت (۶۹۱ مایل بر ساعت، ۶۰۰ گره) در سطح دریا
- حداکثر سرعت: ۰٫۹۳ ماخ
- سرعت واماندگی: ۲۴۸ کیلومتر بر ساعت (۱۵۴ مایل بر ساعت، ۱۳۴ گره) (برآافزا (فلپ)ها و ارابه فرود، پایین)
- بُرد رزمی: ۳۹۶ کیلومتر (۲۴۶ مایل، ۲۱۴ مایل دریایی) [۳]
- نرخ صعود: ۲۲٫۵ متر بر ثانیه (۴٬۴۴۴ فوت بر دقیقه) [نیازمند منبع]
- زمان اوج‌گیری: ۹ دقیقه و ۲۰ ثانیه تا ۱۲٬۰۰۰ متر (۴۰٬۰۰۰ فوت)

تسلیحات

- اسلحه‌ها: ۴ قبضه توپ ۳۰ میلی‌متری (۱٫۱۸ اینچی) ) آدن با ۱۲۰ گلوله در هر اسلحه
- راکت‌ها: Retractable Matra pack of 50× 2.68 in (68 mm) rockets
- بمب‌ها: تا ۴٬۰۰۰ پوند(۱٬۸۰۰ کیلوگرم) بمب بروی چهارجایگاه تسلیحات در زیر بالها

### Citations
1. ↑  Bharat-Rakshak.com, HINDUSTAN FIGHTER HF-24 MARUT بایگانی‌شده  در ۲۰۱۳-۰۷-۲۸ توسط Wayback Machine, accessed July 2009
2. ↑  Taylor 1976, pp. 79–80.

- مشارکت‌کنندگان ویکی‌پدیا. «HAL HF-24 Marut». در دانشنامهٔ ویکی‌پدیای انگلیسی، بازبینی‌شده در ۱۴ مارس ۲۰۱۶.